# Liste des communes françaises d'Indre-et-Loire ayant changé de nom au cours de la Révolution
Pour un article plus général, voir Liste des communes françaises ayant changé de nom au cours de la Révolution.
Cet article présente la liste des communes françaises d'Indre-et-Loire ayant changé de nom au cours de la Révolution. 

## Indre-et-Loire
Les noms des communes qui ont conservé leur nom révolutionnaire sont surlignés en bleu ciel.
| Commune                                                                                 | Nom révolutionnaire             | Notice Ehess-Cassini |
| --------------------------------------------------------------------------------------- | ------------------------------- | -------------------- |
| Bridoré                                                                                 | Bridoré-et-Martin               | no 5897              |
| Bridoré                                                                                 | Cerçay-Bridoré                  | no 5897              |
| Celle-Guenand (La)                                                                      | La Selle-Remillon               | no 35896             |
| Celle-Guenand (La)                                                                      | Lasselle-Remillon               | no 35896             |
| Celle-Saint-Avant (La)                                                                  | La Selle-Avant                  | no 35896             |
| Celle-Saint-Avant (La)                                                                  | Lasselle-Avant                  | no 35896             |
| Chapelle-sur-Loire (La)                                                                 | Les Trois-Volets                | no 8204              |
| Chapelle-Saint-Hippolyte (La) (devenue Saint-Hippolyte)                                 | Hippolyte                       | no 32343             |
| Château-la-Vallière                                                                     | Val-Joyeux                      | no 8661              |
| Château-Renault                                                                         | Mont-Braine                     | no 8707              |
| Chinon                                                                                  | Chinon-sur-Vienne               | no 9378              |
| Haye (La) (devenue Descartes)                                                           | La Haye-Descartes               | no 16842             |
| Luynes                                                                                  | Roche-sur-Loire                 | no 20440             |
| Montlouis-sur-Loire                                                                     | Monloire                        | no 23648             |
| Montlouis-sur-Loire                                                                     | Mont-Loire                      | no 23648             |
| Neuilly-le-Noble                                                                        | Neuilly-le-Brignon              | no 24790             |
| Neuvy-le-Roi                                                                            | Neuvy-la-Loi                    | no 24952             |
| Notre-Dame-la-Riche (devenue La Riche)                                                  | La Riche-Extra                  | no 18767             |
| Notre-Dame-la-Riche (devenue La Riche)                                                  | La Varenne-de-la-Riche          | no 18767             |
| Notre-Dame-d'Oé                                                                         | Oë                              | no 25450             |
| Reignac (devenue Reignac-sur-Indre)                                                     | Val-Indre                       | no 13539             |
| Saint-Antoine-du-Rocher                                                                 | Le Rocher                       | no 30445             |
| Saint-Aubin-le-Dépeint                                                                  | Commune-du-Dépeint              | no 30512             |
| Saint-Avertin                                                                           | Vançay                          | no 30597             |
| Saint-Avertin                                                                           | Vansay                          | no 30597             |
| Saint-Bauld                                                                             | Bault                           | no 30653             |
| Saint-Benoît-de-la-Mort (alias Saint-Benoît-du-Lac-Mort, devenue Saint-Benoît-la-Forêt) | Benoît-le-Bois                  | no 30689             |
| Saint-Christophe (devenue Saint-Christophe-sur-le-Nais)                                 | Val-Riam                        | no 30912             |
| Saint-Christophe (devenue Saint-Christophe-sur-le-Nais)                                 | Val-Riant                       | no 30912             |
| Saint-Cyr-sur-Loire                                                                     | Belle-Côte                      | no 31083             |
| Saint-Denis-Hors (réunie à Amboise)                                                     | Amboise-Extra-Muros             | no 31168             |
| Saint-Étienne-de-Chigny                                                                 | Chigné-les-Bois                 | no 31648             |
| Saint-Étienne-de-Chigny                                                                 | Chigny-les-Bois                 | no 31648             |
| Saint-Étienne-Extra (réunie à Tours)                                                    | La Petite-Varenne               | no 31636             |
| Saint-Étienne-Extra (réunie à Tours)                                                    | La Petite-Varenne-du-Chardonnet | no 31636             |
| Saint-Germain (réunie à Saint-Jean-Saint-Germain)                                       | Germain                         | no 32037             |
| Saint-Gilles (réunie à L'Île-Bouchard)                                                  | L'Unité-de-l'Isle-Bouchard      | no 32174             |
| Saint-Jean (réunie à Saint-Jean-Saint-Germain)                                          | Jean                            | no 32419             |
| Saint-Martin-d'Étableaux (réunie à Le Grand-Pressigny)                                  | Étableaux                       | no 33389             |
| Saint-Martin-le-Beau                                                                    | Le Beau-sur-Cher                | no 33464             |
| Saint-Michel (devenue Saint-Michel-sur-Loire)                                           | Mont-sur-Loire                  | no 33686             |
| Saint-Ouen (devenue Saint-Ouen-les-Vignes)                                              | La Ramberge                     | no 33845             |
| Saint-Ouen (devenue Saint-Ouen-les-Vignes)                                              | La Remberge                     | no 33845             |
| Saint-Paterne (devenue Saint-Paterne-Racan)                                             | Les Bains                       | no 33953             |
| Saint-Pierre-des-Corps                                                                  | La Clarté-Républicaine          | no 34168             |
| Saint-Quentin (devenue Saint-Quentin-sur-Indrois)                                       | Quantin                         | no 34352             |
| Saint-Quentin (devenue Saint-Quentin-sur-Indrois)                                       | Quentin                         | no 34352             |
| Saint-Règle                                                                             | Règle-l'Amasse                  | no 34352             |
| Saint-Règle                                                                             | Règle-sur-Amasse                | no 34352             |
| Saint-Roch                                                                              | La Montagne                     | no 34452             |
| Saint-Senoch                                                                            | Senoch-et-Barbeneuve            | no 34616             |
| Saint-Symphorien (réunie à Tours)                                                       | La Réunion-du-Nord              | no 34798             |
| Sainte-Maure (devenue Sainte-Maure-de-Touraine)                                         | Maure-Libre                     | no 33529             |
| La Ville-aux-Dames                                                                      | Les Sables                      | no 40105             |